# Doederleinia berycoides
Doederleinia berycoides és una espècie de peix pertanyent a la família dels acropomàtids.

## Descripció
- Pot arribar a fer 40 cm de llargària màxima[3] (normalment, en fa 30).[4]
- És de color vermell al dors i blanc al ventre.
- 9 espines i 10 radis tous a l'aleta dorsal i 3 espines i 6-8 radis tous a l'anal.
- Escates grans.
- Interior de la cavitat bucal de color negre.[5]

## Alimentació
Menja crustacis i mol·luscs.

## Hàbitat
És un peix marí, demersal i de clima tropical (25°N-21°S i 115°E-177°W) que viu entre 80 i 200 m de fondària.

## Distribució geogràfica
Es troba al Pacífic occidental: des del Japó i Indonèsia fins al nord-oest d'Austràlia.

## Observacions
És inofensiu per als humans i emprat com a aliment.